# Chiesa di Santa Oliva (Raffadali)
La chiesa di Santa Oliva è la chiesa madre di Raffadali. Si trova al centro del paese e domina, insieme a Palazzo Principe, la via Nazionale.

## Storia

### La prima chiesa
I documenti antichi  attestano l'esistenza di un'antica chiesa dedicata al culto di S.Oliva, adibita a chiesa madre. La sua ubicazione non ci è nota, ma un prezioso indizio viene fornito dalla denominazione di una via nei pressi del collegio di Maria, laddove fino a pochi decenni fa sorgeva un grande edicola sacra, che esponeva un'icona di S.Oliva . In seguito al trasferimento nel 1608 della parrocchia e dell'arcipretura, l'antica statua della Madonna degli Infermi che vi era custodita fu sostituita da un quadro raffigurante S.Oliva. La chiesa secondo i documenti non fu adoperata per il culto, ciò la trascinò in rovina .

### La chiesa nuova
La sua costruzione cominciò nella seconda metà del XV secolo per volere della famiglia Montaperto, ma fu finita due secoli più tardi. Nella decorazione del portale a sinistra della facciata principale si vede la data 1831.

## Descrizione
La chiesa è rivolta verso sud, è lunga 40 m. e larga 26 m. La facciata principale deriva da modelli tardo rinascimentali romani.
L'interno ha pianta a croce latina, a tre navate con transetto. La cupola e la volta della navata centrale sono affrescate.
Custodisce un sarcofago romano in marmo del II secolo d.C. con raffigurazione del ratto di Proserpina, una statua in legno di Maria santissima degli infermi con il Bambino, costruita da Nicola Buttafuoco del 1585 e le tombe dei Montaperto e di altri personaggi.
Sulla cantoria, posta sopra il portone centrale, è presente un organo costruito dai fratelli Polizzi nel 1927: la sua consolle è mobile ed è posta nel presbiterio a destra.
Lo strumento possiede 25 registri, due manuali e una pedaliera concava di 27 note.

## Feste e titolo
Nella chiesa nella seconda metà di luglio si celebra la festa della Madonna degli infermi, patrona di Raffadali. Il titolo della chiesa è della Madonna degli Infermi, mentre la parrocchia è intitolata a santa Oliva.